# Vire Normandie
Vire Normandie è un comune francese di nuova costituzione in Normandia, dipartimento del Calvados, arrondissement di Vire.
Il 1º gennaio 2016 è stato creato accorpando i comuni di Coulonces, Maisoncelles-la-Jourdan, Roullours, Saint-Germain-de-Tallevende-la-Lande-Vaumont, Truttemer-le-Grand, Truttemer-le-Petit, Vaudry e Vire.